# Julius Philippson

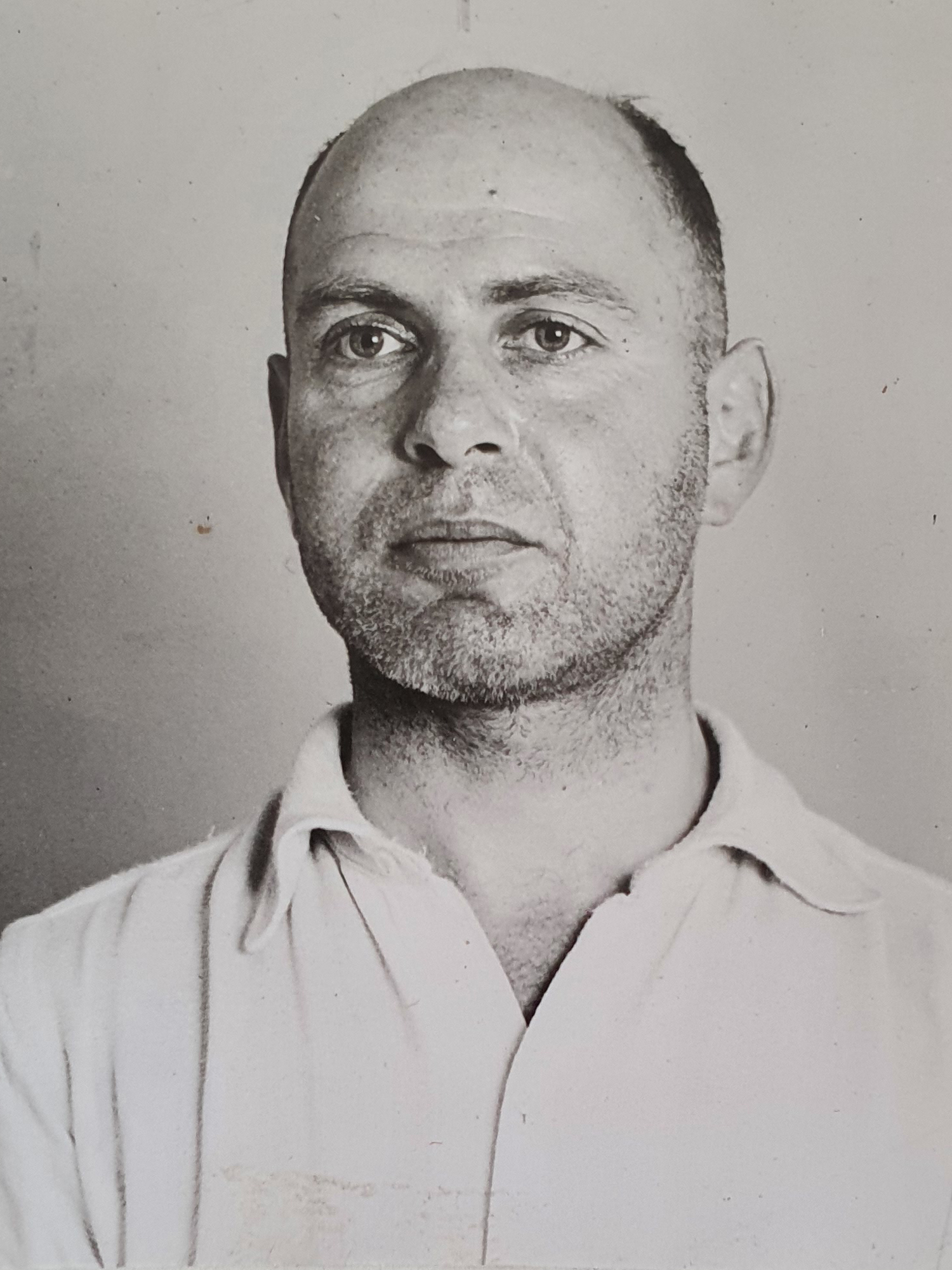
Erkennungsfoto von Julius Philippson

Julius Philippson (* 8. April 1894 in Magdeburg; † 1943 im KZ Auschwitz ermordet) war ein deutscher Lehrer, Sozialist und Widerstandskämpfer gegen den Nationalsozialismus.

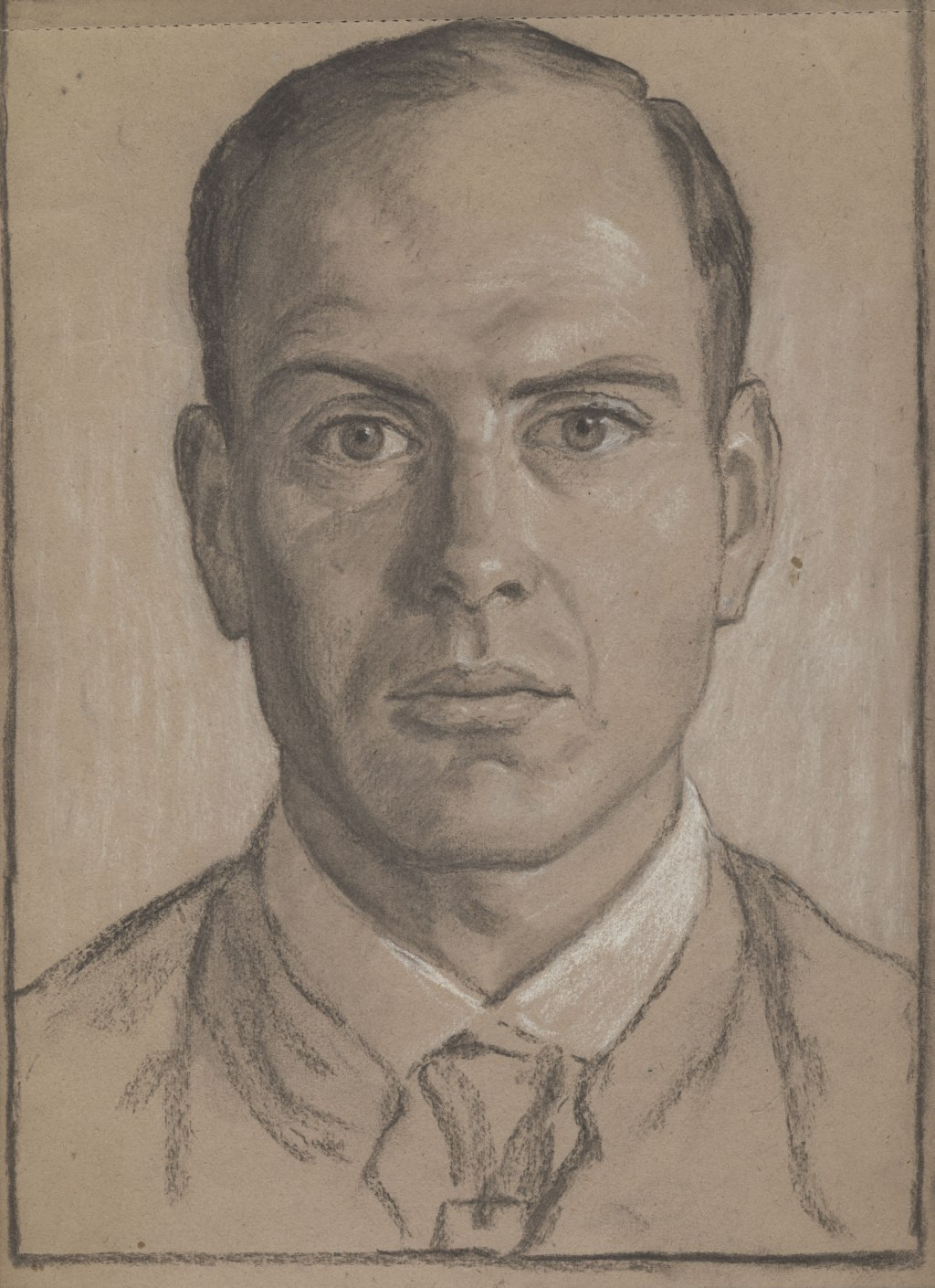
Julius Philippson

## Leben
Julius Philippson, der Sohn des Philologen und Gymnasiallehrers Robert Philippson (1858–1942), stammte aus einer jüdischen Gelehrtenfamilie und war verwandt mit Ludwig Philippson, Alfred Philippson, Martin Philippson sowie dem Maler Hermann Hirsch. Er war Schüler des König-Wilhelm-Gymnasium in Magdeburg, wo er 1912 das Abitur machte. Danach studierte er in Göttingen Geschichte, Deutsch, Geographie und Philosophie für das Lehramt. Bereits in dieser Zeit kam er in Kontakt mit Leonard Nelson. Dessen philosophischen Vorstellungen haben sein Denken stark beeinflusst.
Am Ersten Weltkrieg nahm er ab 1914 als Kriegsfreiwilliger teil und wurde am Ende bei Wladiwostok gefangen genommen. Nach einer mehrjährigen Kriegsgefangenschaft konnte er flüchten. Philippson nahm das Studium 1920 wieder auf und absolvierte 1923 die pädagogische Prüfung. Er unterrichtete bis 1928 an verschiedenen Magdeburger und anschließend an Berliner Schulen.
Bereits 1921 hatte er sich dem Internationalen Jugendbund um Nelson angeschlossen und leitete die Magdeburger Gruppe. Politisch gehörte er zunächst der USPD an. Zwischen 1922 und 1925 war er Mitglied der SPD. Danach war er Mitglied im Internationalen Sozialistischen Kampfbund (ISK). Dieser ging aus dem Internationalen Jugendbund (IJB) hervor und verfocht einen nichtmarxistischen ethischen Sozialismus und strebte eine sozialistische Elitenbildung an.
1933 musste er aus rassischen Gründen die Schule und 1934 den Staatsdienst verlassen. Phillipson beteiligte sich aktiv am Widerstand des ISK. Er leitete unter anderem illegale Schulungen und war bis 1936 für den Bezirk Ost der Partei verantwortlich.
Kurz bevor er 1937 ins Ausland fliehen konnte, wurde er verhaftet. Er hielt einer monatelangen Folter stand. Im Jahr 1938 wurde er im sogenannten Philippson-Prozess angeklagt. Er wurde zu lebenslangem Zuchthaus verurteilt. Er saß in mehreren Haftanstalten ein, ehe er 1943 in das KZ Auschwitz gebracht und dort 1943 oder 1944 ermordet wurde.

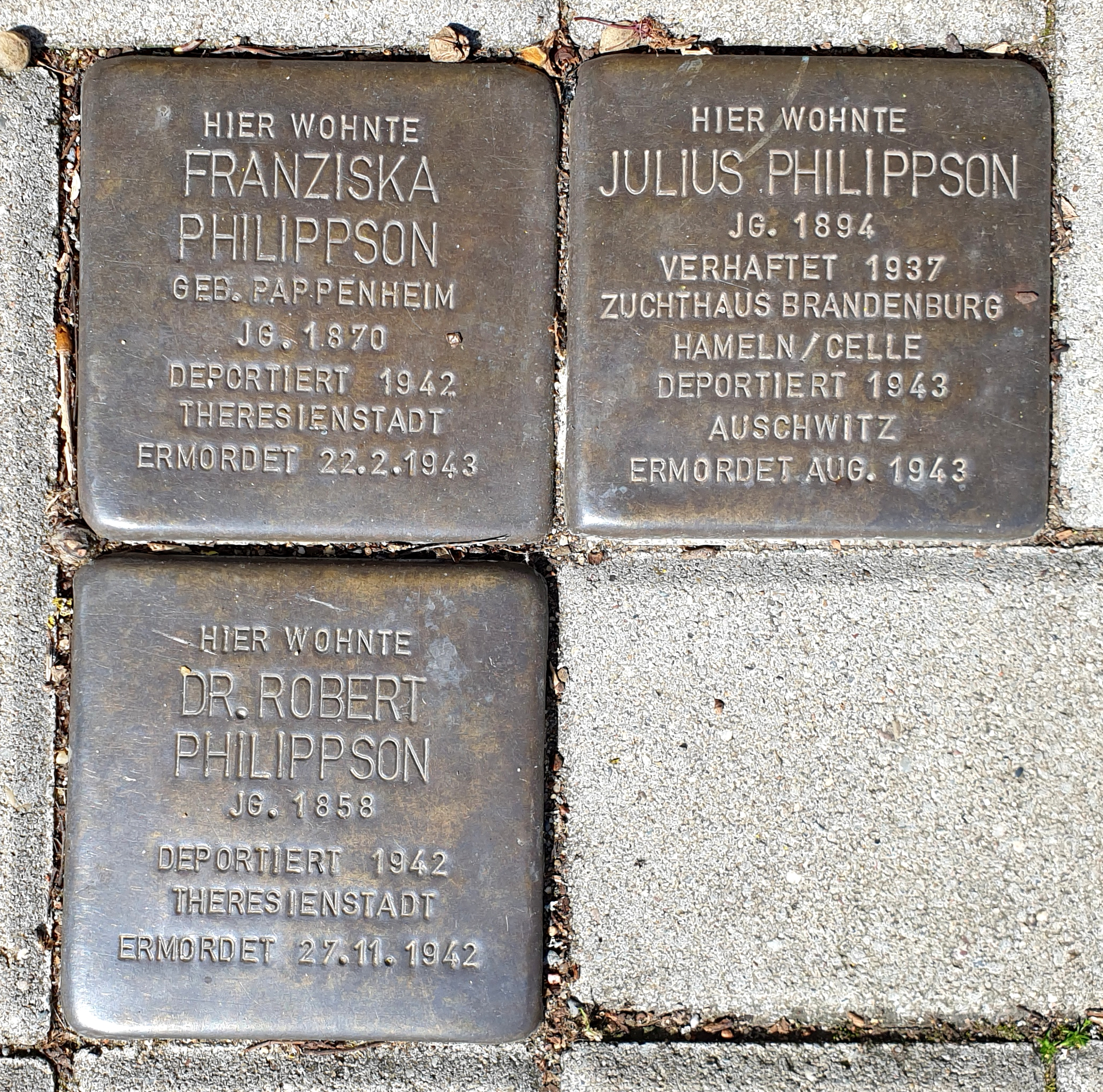
Stolpersteine der Familie Philippson in Magdeburg

Seiner Person wird am Mahnmal für die Magdeburger Widerstandskämpfer in Magdeburg gedacht.